# Božislava
Božislava (tschech. Božislava Přemyslovna, lat. Bogislawa, * nach 1197) war die zweitgeborene Tochter des böhmischen Herrschers Ottokar I. Přemysl und seiner ersten Ehefrau Adelheid von Meißen.
Im Jahre 1198 oder 1199 könnte sie mit dem österreichischen Herzog Leopold VI. von Babenberg verlobt worden sein, wobei es sich hierbei wahrscheinlicher um ihre ältere Schwester Markéta handeln könnte. Dieses Verlöbnis wurde aber 1202 oder 1203 gelöst.
So wurde sie verheiratet mit dem Grafen Heinrich I. von Ortenburg (1170–1241), dessen erste Ehefrau sie war.

## Nachkommen
- Elisabeth († 1272), ⚭ Gebhard IV. († 1293), Landgraf von Leuchtenberg
- Heinrich II. († 1257), Graf von Ortenburg
- Anna († 1239), ⚭ Friedrich I. († 1274), Graf von Truhendingen
- Osanna († 1288), ⚭ Konrad von Ehrenfels